# Hiroaki Sato
Hiroaki Sato (5 februarie 1932 - 1 ianuarie 1988) a fost un fotbalist japonez.

## Statistici
| Japonia | Japonia | Japonia |
| An      | Meciuri | Goluri  |
| ------- | ------- | ------- |
| 1955    | 5       | 0       |
| 1956    | 3       | 0       |
| 1957    | 0       | 0       |
| 1958    | 4       | 0       |
| 1959    | 3       | 0       |
| Total   | 15      | 0       |